# Péter Fecsi
Péter Fecsi (ur. 21 lipca 1905) – rumuński piłkarz ręczny. Uczestnik Igrzysk Olimpijskich w 1936 w Berlinie. Na igrzyskach zagrał tylko w meczu z Austrią.